# Aran Zalewski
Pour les articles homonymes, voir Zalewski.
Aran Zalewski est un joueur de hockey sur gazon australien qui est le capitaine de l'équipe nationale australienne.

## Vie personnelle
Il est originaire de Margaret River, en Australie occidentale. Il a fréquenté le Aquinas College à Perth. À 12 et 13 ans, il a joué dans la Margaret River South West League.

## Carrière
Il est demi-centre.
Il a joué au hockey junior à Margaret River. À 12 et 13 ans, il a joué dans la Margaret River South West League.
Il a fait ses débuts en équipe nationale à l'âge de 15 ans.

### Équipe nationale
Il a participé à un camp d'entraînement pour la première fois en octobre 2011. Il a été convoqué pour la première fois dans l'équipe nationale en octobre 2011 lors d'un match contre l'Inde au Bunbury Hockey Stadium. Il a marqué un but à ses débuts à la 57e minute, un match remporté par l'Australie 5-0,.
En décembre 2011, il a été nommé l'un des quatorze joueurs à faire partie de l'Australie aux Jeux olympiques d'été de 2012. Bien que cette équipe ne soit pas dans le top vingt-huit et séparée de l'entraîneur d'entraînement olympique, l'entraîneur australien Ric Charlesworth n'a pas exclu de sélectionner uniquement dans l'équipe d'entraînement, les joueurs du développement olympique ayant une chance d'être éventuellement appelé à représenter l'Australie aux Jeux Olympiques. Il s'est entraîné avec l'équipe du 18 janvier à la mi-mars à Perth. Il a été nommé meilleur joueur de la Ligue professionnelle 2019 après que l'Australie a remporté la première édition de la Ligue professionnelle. En décembre 2019, il a été nommé pour les prix du meilleur joueur de hockey sur gazon de l'année.